# Pterogramma insulare
Pterogramma insulare är en tvåvingeart som beskrevs av Papp 1972. Pterogramma insulare ingår i släktet Pterogramma och familjen hoppflugor. Inga underarter finns listade i Catalogue of Life.